# Paratrichocladius aberrans
Paratrichocladius aberrans är en tvåvingeart som beskrevs av Caspers och Reiss 1989. Paratrichocladius aberrans ingår i släktet Paratrichocladius och familjen fjädermyggor.
Artens utbredningsområde är Turkiet. Inga underarter finns listade i Catalogue of Life.